# 類書
類書是一種工具书类型，是对中国古代一类百科全书性质的书籍之统称。又稱「部書」。发源于古代中国，后流传至古代日本。
西方学者普遍认为类书相當於今日的百科全書；:13-14而中国学者则说法不一。清末民初的闻一多认为类书并不同于现代意义上的百科全书，不过是类似《兔園冊子》之流的浅陋书籍。也有人认为类书可划分为多个门类，并不是所有门类都可以算作是百科全书。:13-14現代學者杜泽逊认为类书与百科全书有明顯的區別，百科全书对各种知识内容进行综合归纳后撰写而成，属于著述；类书则仅是將各類图书中的词句片段的原文，不加修改地分类汇集在一起，属于编辑。

## 历史

### 中国
类书的渊源可追溯到先秦戰國時期，秦国相國吕不韦主编的《吕氏春秋》。:5不具有原創思想，而以取各家所長，避各家所短为主旨。
三國魏文帝時編纂《皇覽》40餘部，專供皇帝閱覽。其後歷代相繼沿襲仿效，依據皇家藏書纂修巨型類書。宋代王應麟称“皇覽”为类书的始祖。
南北朝时期类书非常繁荣。有刘杳的《寿光书苑》200卷，刘峻的《类苑》120卷，徐勉的《华林遍略》620卷，祖珽的《修文殿御览》360卷等。:16
現存最早而較完整的類書之一，是隋唐虞世南所編的《北堂書鈔》，原為173卷。唐代類書相當發達，現存世有四種：《北堂書鈔》、唐高祖令歐陽詢主編的《藝文類聚》（100卷）、徐堅《初學記》和《白氏六帖》。
宋朝有李昉等奉宋太宗之命而主編的《太平廣記》500卷和《太平御覽》1000卷，王欽若等編的《冊府元龜》1000卷。1267年南宋王應麟編《玉海》，共240卷。
明成祖永樂年間，解縉、姚廣孝編《永樂大典》22877卷，卷冊最具規模，惜毀於戰火，缺佚甚多，今約僅及原書三十分之一。明代类书的数量有明顯增加。明代嘉靖年間更出現类书体文言小说集编刊的繁盛期。這類書籍可以王圻《稗史彙編》、葉向高《說類》、董斯張《廣博物志》等為代表。透過类书体例编纂文言小说集，方便讀者檢索，促進明代小說的傳播。明代萬曆年間盛行通俗日用類書，主要提供下層民眾日常實用、道德教育，及文化娛樂之需要。如《事林广记》、《居家必用事类全集》及《新刻天下四民便览三台万用正宗》就属于综合性日用类书。有用於人际交往的信件書寫的日用类书，如《新编事文类聚翰墨全书》、《新编事文类要启札青钱》、《鼎锲燕台校正天下通行书柬活套》等。万历年间余文台刊行《万用正宗不求人》日用类书有“书启门类”一門，收录《干书谒贵》、《干人荐举》、《干求嘱托》等用于攀附权贵的書札套路。冯梦龙编輯《燕居笔记》一書，收录有《大友与小官问安书》、《小官奉契友书》、《结契书》、《小官答书》等同性恋情书大全。黄虞稷在《千顷堂书目》著录明代类书有128种。《明史·艺文志》則是依据《千顷堂书目》删削而成。《中国古籍总目》著录明代類書有439种。
清代陳夢雷、蔣廷錫編《古今圖書集成》1萬卷，分6編、32典、6109部，成為目前中國存在之最大類書。清朝嘉庆年间，监考官姚元之发现考生经常夹带一些《类典》、《文海题备》、《四书人物类典串珠》等應考的类书进场作弊，于是在1815年向嘉庆帝奏请查禁此类类书。嘉庆帝亦认为抄录类书不是真才实学，谕令查禁类书。自此，类书的发展走入了末路。:54-55

### 日本
日本受到唐朝文化的影响，从平安时代开始也出现了类书。第一本是源顺在934年编写的《和名类聚抄》。1446年出版了《壒囊钞》，汇集了日本和中国的佛教与世俗事物知识。江户时代有寺岛良安模仿中国的《三才图会》所撰的《和汉三才图会》:29-30。
19世纪编成的类书《古今要览稿》已经具有近代百科性质，1914年完成的《古事类苑》则更加接近于百科全书。此后，日本完全转入现代百科全书的编撰和出版:29-30。

## 体裁
「類書」體裁頗特殊，晋朝将之归入史部，《隋书·经籍志》将之归入子部，唐宋时又在子部中新立“类事”，将类书归入此类:15-16。《四庫全書總目》〈子部類書類小序〉提到：「類事之書，兼收四部，而非經非史非子非集，四部之內，乃無類可歸」，《四庫全書》沿襲《隋書·經籍志》的慣例，將類書歸入子部。

## 評價
中国古代学者有整理经籍，编撰类书，进行治学的传统。类书便于查阅，又保存了许多已经亡佚的古书的内容，对于知识的传播和文化发展起到了很大促进作用。但是科举制度实施以后，类书成为了读书人的一种捷径，渐渐被学者所轻蔑:55。朱熹认为类书只是采录文章的片断，使人不读全书。他在《与吕东莱书》说：“近见建阳印一小册，名《精骑》，云亦出贤者之手，不知是否。此书流传，恐误后生辈，读书愈不成片段也。虽是学文，恐亦当就全篇中考其节目关键。又诸家之格辄不同，左右采获，文势反戾，亦恐不能完粹耳。”

## 延伸阅读
[在维基数据编辑]
 《欽定古今圖書集成·理學彙編·經籍典·類書部》，出自陈梦雷《古今圖書集成》